# Nikolai Nikolajewitsch Dobronrawow

Nikolai Dobronrawow (2004)

Nikolai Nikolajewitsch Dobronrawow (russisch Николай Николаевич Добронравов; * 22. November 1928 in Leningrad; † 16. September 2023 in Moskau) war ein russischer Dichter.

## Leben
Nikolai Dobronrawow war vor allem als Autor von Liedtexten bekannt. Die meisten seiner Gedichte wurden von seiner Frau Alexandra Pachmutowa vertont. Jedoch arbeitete Dobronrawow auch mit Arno Babadschanjan, Mikael Tariwerdijew, Müslüm Maqomayev und anderen namhaften Komponisten zusammen. Die Vertonungen seiner Gedichte wurden von Georg Ots, Iossif Kobson, Lew Leschtschenko, Maja Kristalinskaja, Edita Pjecha, Alexander Gradski und anderen Estrada-Sängern interpretiert. Den Höhepunkt seines Schaffens bildeten die 1960er, 1970er und 1980er Jahre, aber auch danach schrieben Pachmutowa und Dobronrawow neue Lieder. Dobronrawow schrieb auch Gedichte, die nicht vertont wurden.
Für seine Verdienste wurde Dobronrawow mit dem Ehrenzeichen der Sowjetunion, dem Staatspreis der UdSSR sowie dem Verdienstorden für das Vaterland 3. und 2. Klasse ausgezeichnet. Ferner war er, wie seine Frau, Ehrenbürger der Stadt Bratsk. Zuletzt lebten und arbeiteten Pachmutowa und Dobronrawow in Moskau.
Nikolai Nikolajewitsch Dobronrawow starb im September 2023 im Alter von 94 Jahren.